# Бондарный
Бондарный — посёлок в Белокалитвинском районе Ростовской области.
Входит в состав Богураевского сельского поселения.

## География
Посёлок расположен в 25 км (по дорогам) западнее города Белая Калитва (райцентр), на левом берегу реки Лихая, притока реки Северский Донец.
В посёлке имеется одна улица: Заповедная.

## Население
| 1989 | 2002 | 2010 |
| ---- | ---- | ---- |
| 181  | ↘141 | ↘91  |